# Maladie entérique de la bouche rouge
La maladie entérique de la bouche rouge (en anglais : Enteric redmouth disease, ERM) ou plus simplement maladie de la bouche rouge (redmouth disease) est une maladie infectieuse causée par la bactérie Yersinia ruckeri touchant les poissons d'élevage.
C'est une infection bactérienne chronique ou aiguë, qui peut à la fois toucher des poissons d'eau douce et d'eau de mer, ou des poissons amphihalins comme les saumons. Les salmonidés sont largement les plus fréquemment touchés (truite arc-en ciel en particulier), mais quelques cas de bar ou turbot de sable infectés ont été signalés dans des élevages en eau de mer. 
Cette pathologie n'est pas transmissible à l'homme. 

## Histoire
La maladie semble avoir été décrite pour la première en Idaho chez la truite arc-en-ciel dans les années 1950. La bactérie a d'abord été identifiée dans la bouche de truites arc-en-ciel (Oncorhynchus mykiss) infectées, puis chez d'autres salmonidés. Des isolats différents avec forme flagellées (ou non flagellées parfois, surtout au Royaume-Uni) ont ensuite été trouvées.

## Transmission, incubation
Des infections peuvent apparaitre de manière cyclique dans les élevages, éventuellement via les excréments contaminants de porteurs asymptomatiques.

## Mortalité et morbidité
Un portage asymptomatique est possible, mais dans les cas graves, 25 à 75 % des poissons d'une pisciculture peuvent mourir. 

## Diagnostic
Il repose d'abord sur l'historique des symptômes et les signes cliniques, mais il ne peut être confirmé et définitif que par des analyses de cultures bactériennes et des tests sérologiques (test Elisa par exemple). 

## Traitement
- Traitement préventif : Il existe aujourd'hui des vaccins contre cette maladie. 
Par ailleurs, puisque la bactérie se développe presque toujours dans des eaux sales et/ou insuffisamment renouvelées, une approche préventive consiste à veiller à la constance de la bonne qualité de l'eau des pisciculture et à éviter les surpopulations qui facilitent la contagion entre les individus.
- Traitement curatif : Ce sont généralement des antibiotiques (médicaments vétérinaires). L'acide oxolinique (quinolone) est l'un des produits qui ont été testés pour lutter contre la maladie[4].

## Poids économique
Cette maladie a également des répercussions économiques, en raison des décès des poissons, du fait que les survivants grandissent moins vite et perdent de leur valeur en termes de rentabilité, et plus indirectement en raison du coût des médicaments.

## Symptômes et lésions
En infectant volontairement des truites (par voies parentérale et orale), on a démontré qu'un portage asymptomatique est possible durant plusieurs semaines
Avec une dose moyenne de 30 bactéries constituant une DL50 lorsque administrée par voie parentérale, on a obtenu une infection asymptomatique de l’intestin inférieur chez 25 % des survivants, 45 jours après infection, à 14.5°C (pour un suivi du cours clinique de la maladie qui a perduré 102 jours après l'inoculation). Dans le cas, les excréments peuvent contaminer d'autres poissons avec des infections parfois mortelles, périodiques au sein de la population, avec des cycles de 30 à 40 jours. Après convalescence les poissons qui ne sont pas morts guérissent.
Le poisson malade a un comportement anormal, avec notamment une perte d'appétit. Les symptômes caractéristiques et visibles sont ceux d'une septicémie hémorragique de la bouche (sous-cutanée, d'où le nom de bouche rouge) avec parfois atteinte des ouïes et de yeux. 

## Distribution de la maladie
Certaines espèces semblent jouer un rôle de vecteur épidémiologique, et semblent avoir causé la diffusion de ce pathogène dans le monde entier. Ce serait par exemple le cas de Pimephales promelas, un petit poisson américain récemment introduit en Europe, et qui semble être l'origine de toutes les épidémies européennes. D'autres vecteurs sont le poisson rouge (Carassius auratus), les saumons (saumon atlantique, saumon pacifique), le méné émeraude (Notropis atherinoides), et les espèces de Coregonus spp. maintenues en élevage. La mondialisation des échanges et la diffusion des souches d'élevage semble avoir contribué à diffuser le pathogène dans le monde : des infections ont aussi été trouvées dans des fermes d'élevage de turbot (Scophthalmus maximus ou encore du Bar commun (Dicentrarchus labrax) ou de la daurade royale (Sparus aurata), et la bactérie est maintenant trouvée presque partout sur la planète (Amérique du nord et du sud, Afrique, Asie, Australie comme en Europe), avec un risque d'antibiorésistance.
Il existe des facteurs de prédisposition génétique. Mais face à des lots de nombreuses truites génétiquement modifiées ou sélectionnées pour leurs traits de résistance, on ne sait pas si la bactérie dont il existe maintenant de nombreuses souches de par le monde ne pourrait pas rapidement évoluer et contourner cette résistance.